# Virtuous Liars
Virtuous Liars er en amerikansk stumfilm fra 1924 instrueret af Whitman Bennett.

## Medvirkende
- David Powell som Norman Wright
- Edith Allen som Edith Banton
- Maurice Costello som Josiah Wright
- Dagmar Godowsky som Juanita
- Ralph Kellard som Jack Banton
- Naomi Childers som Julia Livingston
- Burr McIntosh som Livingston